# ظهر شرعی
ظهر شرعی یا نیم‌روز، زمانی است که سایهٔ شاخص به کوتاه‌ترین مقدار خود در روز می‌رسد، و در برخی مناطق سایه محو می‌شود. یعنی وقتی که خورشید از بالاترین نقطه خود در آسمان(وسط آسمان) به سوی مغرب مایل می‌شود.
صبح که خورشید بیرون می‌آید، سایهٔ آن به طرف مغرب می‌افتد؛ و هر چه بالاتر می‌آید، این سایه کم می‌شود. هنگامی که سایه به آخرین درجهٔ کمی رسید، موقع ظهر است؛ و همین که رو به زیادی گذارد و سایهٔ آن رو به مشرق برگشت، می‌فهمیم که ظهر شده‌است.
البته در برخی نواحی، در برخی روزهای سال هنگام ظهر سایه به کلی از بین می‌رود، و آفتاب کاملاً عمود می‌تابد. در این گونه مناطق موقعی که مجدداً سایه پیدا شد، می‌فهمیم که ظهر شده‌است.
باید توجه داشت که ساعت ۱۲ همیشه ظهر شرعی نیست؛ بلکه در برخی مواقع سال، ظهر شرعی پیش از ۱۲، و برخی مواقع پس از ۱۲ است؛ و ساعت ۱۲، ساعت رسمی و قراردادی است، نه شرعی و نجومی.
پس نتیجه میگیریم که هنگامی که در محلی ظهر شده باشد، مردم ساکن در نقاط غربی آن محل هنوز به نیمهٔ روز نرسیده‌اند، و ساکنان نقاط شرقی ظهر را از سر گذرانده‌اند.
- شاخص، قطعهٔ چوب صاف یا میله‌ای است که در زمین هموار به طور عمودی فرو شده‌است.

| روز خورشیدی | روز میلادی | ظهر   | روز خورشیدی | روز میلادی | ظهر   | روز خورشیدی | روز میلادی | ظهر   |
| --- | ---------- | ----- | ----------- | ---------- | ----- | ----------- | ---------- | ----- |
| ۱ فروردین | ۲۱ مارس    | ۱۲:۰۷ | ۷ شهریور    | ۲۹ اوت     | ۱۲:۰۱ | ۲۰ آذر      | ۱۱ دسامبر  | ۱۱:۵۳ |
| ۵ فروردین | ۲۵ مارس    | ۱۲:۰۶ | ۱۰ شهریور   | ۱ سپتامبر  | ۱۲:۰۰ | ۲۲ آذر      | ۱۳ دسامبر  | ۱۱:۵۴ |
| ۸ فروردین | ۲۸ مارس    | ۱۲:۰۵ | ۱۳ شهریور   | ۴ سپتامبر  | ۱۱:۵۹ | ۲۴ آذر      | ۱۵ دسامبر  | ۱۱:۵۵ |
| ۱۲ فروردین | ۱ آوریل    | ۱۲:۰۴ | ۱۶ شهریور   | ۷ سپتامبر  | ۱۱:۵۸ | ۲۶ آذر      | ۱۷ دسامبر  | ۱۱:۵۶ |
| ۱۵ فروردین | ۴ آوریل    | ۱۲:۰۳ | ۱۹ شهریور   | ۱۰ سپتامبر | ۱۱:۵۷ | ۲۸ آذر      | ۱۹ دسامبر  | ۱۱:۵۷ |
| ۱۹ فروردین | ۸ آوریل    | ۱۲:۰۲ | ۲۲ شهریور   | ۱۳ سپتامبر | ۱۱:۵۶ | ۳۰ آذر      | ۲۱ دسامبر  | ۱۱:۵۸ |
| ۲۲ فروردین | ۱۱ آوریل   | ۱۲:۰۱ | ۲۵ شهریور   | ۱۶ سپتامبر | ۱۱:۵۵ | ۲ دی        | ۲۳ دسامبر  | ۱۱:۵۹ |
| ۲۶ فروردین | ۱۵ آوریل   | ۱۲:۰۰ | ۲۸ شهریور   | ۱۹ سپتامبر | ۱۱:۵۴ | ۴ دی        | ۲۵ دسامبر  | ۱۲:۰۰ |
| ۳۱ فروردین | ۲۰ آوریل   | ۱۱:۵۹ | ۳۰ شهریور   | ۲۱ سپتامبر | ۱۱:۵۳ | ۶ دی        | ۲۷ دسامبر  | ۱۲:۰۱ |
| ۵ اردیبهشت | ۲۵ آوریل   | ۱۱:۵۸ | ۲ مهر       | ۲۴ سپتامبر | ۱۱:۵۲ | ۸ دی        | ۲۹ دسامبر  | ۱۲:۰۲ |
| ۱۲ اردیبهشت | ۲ مه       | ۱۱:۵۷ | ۵ مهر       | ۲۷ سپتامبر | ۱۱:۵۱ | ۱۰ دی       | ۳۱ دسامبر  | ۱۲:۰۳ |
| ۲۴ اردیبهشت | ۱۴ مه      | ۱۱:۵۶ | ۸ مهر       | ۳۰ سپتامبر | ۱۱:۵۰ | ۱۲ دی       | ۲ ژانویه   | ۱۲:۰۴ |
| ۵ خرداد | ۲۶ مه      | ۱۱:۵۷ | ۱۱ مهر      | ۳ اکتبر    | ۱۱:۴۹ | ۱۴ دی       | ۴ ژانویه   | ۱۲:۰۵ |
| ۱۳ خرداد | ۳ ژوئن     | ۱۱:۵۸ | ۱۵ مهر      | ۷ اکتبر    | ۱۱:۴۸ | ۱۷ دی       | ۷ ژانویه   | ۱۲:۰۶ |
| ۱۸ خرداد | ۸ ژوئن     | ۱۱:۵۹ | ۱۸ مهر      | ۱۰ اکتبر   | ۱۱:۴۷ | ۱۹ دی       | ۹ ژانویه   | ۱۲:۰۷ |
| ۲۳ خرداد | ۱۳ ژوئن    | ۱۲:۰۰ | ۲۲ مهر      | ۱۴ اکتبر   | ۱۱:۴۶ | ۲۲ دی       | ۱۲ ژانویه  | ۱۲:۰۸ |
| ۲۸ خرداد | ۱۸ ژوئن    | ۱۲:۰۱ | ۲۷ مهر      | ۱۹ اکتبر   | ۱۱:۴۵ | ۲۴ دی       | ۱۴ ژانویه  | ۱۲:۰۹ |
| ۱ تیر | ۲۲ ژوئن    | ۱۲:۰۲ | ۴ آبان      | ۲۶ اکتبر   | ۱۱:۴۴ | ۲۷ دی       | ۱۷ ژانویه  | ۱۲:۱۰ |
| ۶ تیر | ۲۷ ژوئن    | ۱۲:۰۳ | ۱۲ آبان     | ۳ نوامبر   | ۱۱:۴۳ | ۳۰ دی       | ۲۰ ژانویه  | ۱۲:۱۱ |
| ۱۱ تیر | ۲ ژوئیه    | ۱۲:۰۴ | ۲۰ آبان     | ۱۱ نوامبر  | ۱۱:۴۴ | ۴ بهمن      | ۲۴ ژانویه  | ۱۲:۱۲ |
| ۱۷ تیر | ۸ ژوئیه    | ۱۲:۰۵ | ۲۶ آبان     | ۱۷ نوامبر  | ۱۱:۴۵ | ۹ بهمن      | ۲۹ ژانویه  | ۱۲:۱۳ |
| ۲۵ تیر | ۱۶ ژوئیه   | ۱۲:۰۶ | ۱ آذر       | ۲۲ نوامبر  | ۱۱:۴۶ | ۲۲ بهمن     | ۱۱ فوریه   | ۱۲:۱۴ |
| ۴ مرداد | ۲۶ ژوئیه   | ۱۲:۰۷ | ۴ آذر       | ۲۵ نوامبر  | ۱۱:۴۷ | ۷ اسفند     | ۲۶ فوریه   | ۱۲:۱۳ |
| ۱۴ مرداد | ۵ اوت      | ۱۲:۰۶ | ۷ آذر       | ۲۸ نوامبر  | ۱۱:۴۸ | ۱۲ اسفند    | ۳ مارس     | ۱۲:۱۲ |
| ۲۱ مرداد | ۱۲ اوت     | ۱۲:۰۵ | ۱۰ آذر      | ۱ دسامبر   | ۱۱:۴۹ | ۱۷ اسفند    | ۸ مارس     | ۱۲:۱۱ |
| ۲۶ مرداد | ا۱۷ وت     | ۱۲:۰۴ | ۱۳ آذر      | ۴ دسامبر   | ۱۱:۵۰ | ۲۱ اسفند    | ۱۲ مارس    | ۱۲:۱۰ |
| ۳۱ مرداد | ۲۲ اوت     | ۱۲:۰۳ | ۱۵ آذر      | ۶ دسامبر   | ۱۱:۵۱ | ۲۴ اسفند    | ۱۸ مارس    | ۱۲:۰۹ |
| ۳ شهریور | ۲۵ اوت     | ۱۲:۰۲ | ۱۷ آذر      | ۸ دسامبر   | ۱۱:۵۲ | ۲۸ اسفند    | ۱۹ مارس    | ۱۲:۰۸ |
| جدول فوق ظهر نصف‌النهاری تابع مبدأ زمان جهانی است. ساعت ظهر محلی، حاصل تفاضل زمانی نصف‌النهار محلی از نصف‌النهار ساعتی است (هر درجه ۴دقیقه ساعتیست). برای نمونه نصف‌النهار ساعتی ایران طول ۵۲٫۵ درجه شرقی است و تهران ۵۱٫۴ درجه شرقی؛ ظهر تهران ۴ دقیقه و ۲۴ ثانیه از جدول فوق دیرتر می‌باشد. |            |       |             |            |       |             |            |       |